# Wilkowo (powiat elbląski)
Wilkowo (niem. Wolfsdorf Höhe) – wieś w Polsce położona w województwie warmińsko-mazurskim, w powiecie elbląskim,
  w gminie Milejewo na Wysoczyźnie Elbląskiej. Wieś jest siedzibą sołectwa, w skład którego wchodzi także miejscowość Jeziorki.
Wieś okręgu sędziego ziemskiego Elbląga w XVII i XVIII wieku. W latach 1975–1998 miejscowość administracyjnie należała do województwa elbląskiego.
Inne miejscowości o nazwie Wilkowo: Wilkowo, Wilków